# Austrophorocera lucagus
Austrophorocera lucagus là một loài ruồi trong họ Tachinidae.